# Oöverträffad
Oöverträffad (Unmatched) är en amerikansk dokumentärfilm från 2010.

## Handling
Tennisspelarna Martina Navratilova och Chris Evert Lloyd, både konkurrenter och vänner, möttes i hela 80 matcher, 60 finaler och 14 grand slam finaler. I denna dokumentär berättar de om kampen mot varandra på tennisplan samt om sin livslånga vänskap. 

## Medverkande
- Martina Navratilova
- Chris Evert Lloyd